# Karl Lashley
Karl Spencer Lashley (1890–1958) – amerykański psycholog pracujący nad problemami uczenia się i pamięci.
Antycypował hipotezę rozszerzającej się depresji korowej poprzez obserwację szybkości przesuwania mroczków migocących w czasie ataku migreny z aurą.